# キラーエイプ仮説
キラーエイプ仮説（英: killer ape hypothesis）とは、戦争や個人間の攻撃性が人の進化の原動力となった、とする仮説。1950年代にレイモンド・ダートによって提唱され、ロバート・アードリー（Robert Ardrey）の『アフリカ創世記』African Genesis（1961年）で拡張された。
キラーエイプ仮説によれば、人類の祖先が強い肉食性であり、それによる大きな攻撃性が他の霊長類とは異なっていたことが人類を他の霊長類とは異なった種として進化させた要因であった。さらにこの攻撃性は人類の本性として残っており、殺人本能となっている。
この仮説は暴力への衝動がヒトの精神の基盤であるという示唆によって悪評を得た。
キラーエイプという用語は際だって攻撃的な類人猿という意味ではない。この語はヒトの攻撃性の人類学的な分析に関するものである。現在の行動、例えば自分の領地の防衛や殺人などの行為がヒト科の祖先に由来していると考える。
この説の命名者レイモンド・ダートは『類人猿からヒトへの略奪的変化』でこの仮説を論じた。
ダートはオーストラリアの解剖学者で人類学者グラフトン・エリオット・スミス（1871-1937）に言及する。問題はヒトが他の類人猿と異なる性質を発達させた要因はなにか、である。この疑問への答えは基本的に三種類ある。脳の巨大化、言語の獲得、直立二足歩行である。スミスはこの最後の要因を排除した（さもなければ昔から二足歩行しているテナガザルがヒトの祖先かもしれないということになってしまうであろう）。スミスにとってより関連すると思われた点は脳の大きさであった。脳の大きさは二足歩行を促し、歩くためにはもはや必要がなくなった手の一般的な使用によってさらに拡張された。
ダートがアウストラロピテクス（1925）を発見するまでこの論争は解決されなかった。

## ダートの主張
およそ250万年前のものと見られる頭蓋骨、いわゆるタウングチャイルドは二足歩行する類人猿の最初の証拠であった。スコットランドの医者ロバート・ブルーム（1892年以降オーストラリアで考古学者として生きた）はこの主張に同意したひとりである。5年後に彼は南アフリカで人生を費やすことに決めた。1946年にブルームもアウストラロピテクスの化石を発見した。彼の発見もダートと同じ方向を示していた。
その後の検証は脳のサイズが進化の段階と同等視できないことを示した。現在では複雑な活動の結果が直接脳の発達という進化的反応を引き起こしたという説明の方が遙かに支持されている。
ダートとブルームはチャールズ・ダーウィンと同じようにこの新たなタイプの移行が他の種や他の動物とは異なる重要な利点をもたらしたのだと考えた。
南アフリカ、Makapanに位置する石灰岩洞窟の骨の調査はダートの主張を支持するように思われた。そこでは動物の骨を利用した棍棒や槍が発見された。このような武器の発達は攻撃性の発達の兆候を示す。
ダートはその主張を極端化して示し、人類の祖先は肉食性で殺人鬼の類人猿（彼の用語では「前人類」）であると主張した。前人類は組織化されており集団で大きな動物を狩ることができた。火を使う能力と顕著な社会性ゆえに彼らは前人類は人間に近いと考えられる、とダートは述べた。ダートはまた肉を食べる欲求が常にあったと主張した。昆虫から大型ほ乳類、さらにはカニバリズムでさえその結果であると述べた。

## 反響
ダートの記事を編集したアラン・ケルソのコメントを読むと、ダートとアードリーの新しい考え方を受け入れる科学者がどれほど少なかったかがわかる。「南アフリカ猿人は発見された段階で雑食性であったというダート教授の仮説は証明されたとみなして差し支えない。もちろん彼らは現代のブッシュマンや黒人の祖先であるにすぎず、そのほかの誰の祖先でもない」。
さらに別の明らかな証拠を挙げるなら、ザンビアの都市リビングストンで行われた学術会議でもダートの仮説は否定された。これはアードリーに『アフリカ創世記』を書かせるきっかけとなった。アードリーは彼の師であるダートの意見を擁護しなければならないと感じた。
動物行動学者コンラート・ローレンツも同様の関心を示し、『攻撃』On Aggression（1963年）と題された本を出版した。彼は序文でバタフライフィッシュの行動を描写する。バタフライフィッシュは縄張りを守るために同種間で闘争する。人間にも同様の種間闘争の傾向があるかも知れないとローレンツは述べた)。
アメリカの援助の元で発された1986年のセビリア宣言は、ヒトの攻撃性が遺伝的である可能性を認めると同時に戦争がその必然の結果である必要はないと述べた。この宣言は広く支持されたが、科学的証拠ではなく政治に基づいているという批判も浴びた。
ローレンツ以降の動物行動学や進化ゲーム理論の進展は、種間闘争と種内闘争の攻撃性が必ずしも一致するわけではないこと、攻撃性の進化が抑止されるケースがまれではないことを明らかにした。